# José Sotelo García
José Sotelo García   (Ceuta, 3 de setembre de 1895 - Còrdova, 13 d'agost de 1969) fou un militar espanyol, Capità general de les Illes Balears durant el franquisme.
El 1911 va ingressar a l'Acadèmia d'Infanteria de Toledo, en la que es va graduar com a tinent en 1914. Fou destinat al protectorat espanyol al Marroc, participà en la guerra del Rif com a capità de Regulars i fou ascendit a comandant per mèrits de guerra en 1926. El cop d'estat del 18 de juliol de 1936 el va sorprendre a Ceuta, amb el grau de tinent coronel, i fou destinat a la caserna general de Francisco Franco Bahamonde. Va lluitar al front de Madrid i a la batalla del Jarama. Ascendit a coronel al final de la guerra civil espanyola, fou nomenat cap del Regiment de Ceuta. En 1944 fou ascendit a general de brigada i nomenat cap de les divisions 21 i 22. En 1949 fou nomenat governador militar de Mallorca càrrec que va ocupar fins a desembre de 1953. Ascendit a general de divisió, fou governador militar de Saragossa fins que en 1959 fou nomenat Capità general de les Illes Balears, càrrec que va ocupar fins 1961, quan va passar a la reserva. Es va establir aleshores a Còrdova, on va morir el 13 d'agost de 1969.